# Premi Magritte 2020
La cerimonia di premiazione della 10ª edizione dei Premi Magritte si è svolta il 1º febbraio 2020 al centro congressi Square di Bruxelles. L'evento è stato presentato da Kody. Le candidature sono state annunciate l'8 gennaio 2020.

## Vincitori e candidati
Vengono di seguito indicati in grassetto i vincitori. Ove ricorrente e disponibile, viene indicato il titolo in lingua italiana e quello in lingua originale tra parentesi.
Miglior film
- Doppio sospetto (Duelles), regia di Olivier Masset-Depasse
  - L'età giovane (Le jeune Ahmed), regia di Jean-Pierre e Luc Dardenne
  - Lola (Lola vers la mer), regia di Laurent Micheli
  - Nuestras madres, regia di César Díaz
  - Sola al mio matrimonio (Seule à mon mariage), regia di Marta Bergman

Miglior regista
- Olivier Masset-Depasse - Doppio sospetto (Duelles)
  - Jean-Pierre e Luc Dardenne - L'età giovane (Le jeune Ahmed)
  - Laurent Micheli - Lola (Lola vers la mer)
  - César Díaz - Nuestras madres

Miglior film straniero in coproduzione
- Sorry We Missed You, regia di Ken Loach
  - Atlantique, regia di Mati Diop
  - I fratelli Sisters (The Sisters Brothers), regia di Jacques Audiard
  - Tutti pazzi a Tel Aviv (Tel Aviv on Fire), regia di Sameh Zoabi

Migliore sceneggiatura originale o adattamento
- Olivier Masset-Depasse - Doppio sospetto (Duelles)
  - Jean-Pierre e Luc Dardenne - L'età giovane (Le jeune Ahmed)
  - Laurent Micheli - Lola (Lola vers la mer)
  - César Díaz - Nuestras madres

Miglior attore
- Bouli Lanners - C'est ça l'amour
  - Kevin Janssens - De Patrick
  - Marc Zinga - The Mercy of the Jungle
  - Benoît Poelvoorde - 7 uomini a mollo (Le grand bain)

Migliore attrice
- Veerle Baetens - Doppio sospetto (Duelles)
  - Anne Coesens - Doppio sospetto (Duelles)
  - Lubna Azabal - Tutti pazzi a Tel Aviv (Tel Aviv on Fire)
  - Cécile de France- Un monde plus grand

Miglior attore non protagonista
- Arieh Worthalter - Doppio sospetto (Duelles)
  - Bouli Lanners - De Patrick
  - Jonathan Zaccaï - 7 uomini a mollo (Le grand bain)
  - Othmane Moumen - L'età giovane (Le jeune Ahmed)

Migliore attrice non protagonista
- Myriem Akheddiou - L'età giovane (Le jeune Ahmed)
  - Yolande Moreau  - Cleo
  - Stéphanie Crayencour - Emma Peeters
  - Claire Bodson - L'età giovane (Le jeune Ahmed)

Migliore promessa maschile
- Idir Ben Addi - L'età giovane (Le jeune Ahmed)
  - Baloji - Binti
  - François Neycken - Escapada
  - Jérémy Senez - Trois jours et une vie

Migliore promessa femminile
- Mya Bollaers - Lola (Lola vers la mer)
  - Bebel Baloji - Binti
  - Raphaëlle Corbisier - Escapada
  - Victoria Bluck - L'età giovane (Le jeune Ahmed)

Miglior fotografia
- Hichame Alaouié - Doppio sospetto (Duelles)
  - Benoît Debie - I fratelli Sisters (The Sisters Brothers)
  - Virginie Surdej - Nuestras madres

Miglior sonoro
- Olivier Struye, Marc Bastien, Héléna Réveillère e Thomas Gauder - Doppio sospetto (Duelles)
  - Benoît De Clerck, Emmanuel de Boissieu e Michov Gillet - Atlantique
  - Emmanuel de Boissieu e Vincent Nouaille - Nuestras madres

Migliore scenografia
- Catherine Cosme - Lola (Lola vers la mer)
  - Hubert Pouille e Pepijn Van Looy - De Patrick
  - Françoise Joset - The Room

Migliori costumi
- Claudine Tychon - Sola al mio matrimonio (Seule à mon mariage)
  - Valérie Le Roy - De Patrick
  - Gaëlle Fierens - Emma Peeters

 Migliore colonna sonora 
- Frédéric Vercheval - Doppio sospetto (Duelles)
  - Fabien Leclercq - Binti
  - Dan Klein - Cavale
  - Raf Keunen - Lola (Lola vers la mer)

Miglior montaggio
- Damien Keyeux - Doppio sospetto (Duelles)
  - Marie-Hélène Dozo - L'età giovane (Le jeune Ahmed)
  - Julie Naas - Lola (Lola vers la mer)

Miglior cortometraggio cinematografico
- Matriochkas, regia di Bérangère McNeese

Miglior cortometraggio di animazione
- La foire agricole, regia di Stéphane Aubier et Vincent Patar

Miglior documentario
- Mon nom est Clitoris, regia di Daphné Leblond e Lisa Billuart Monet

Miglior opera prima
- Nuestras madres, regia di César Díaz
  - Cavale, regia di Dan Klein
  - Escapada, regia di Sarah Hirtt
  - Pour vivre heureux, regia di Salima Sarah Glamine e Dimitri Linder
  - Sola al mio matrimonio (Seule à mon mariage), regia di Marta Bergman

Premio onorario
- Monica Bellucci